# Władysław Szczęśnik
Władysław Szczęśnik (ur. 19 maja 1899, zm. ?) – polski działacz partyjny i państwowy, przewodniczący Prezydium Miejskiej Rady Narodowej w Będzinie (1953–1956).

## Życiorys
Działał w Polskiej Partii Robotniczej i od 1948 w Polskiej Zjednoczonej Partii Robotniczej. W latach 1946–1948 pełnił funkcję II sekretarza Komitetu Miejskiego PPR w Dąbrowie Górniczej, a w latach 1949–1953 był kierownikiem organizacyjnym Komitetu Miejskiego PZPR w Będzinie. Zasiadał w Miejskiej Radzie Narodowej w Będzinie, 1 września 1953 został przewodniczącym jej Prezydium. Odwołany z funkcji w 1956 przed upływem kadencji. W latach 50. został przewodniczącym Miejskiego Społecznego Komitetu Odbudowy Zamku w Będzinie, w 1956 uczestniczył w jego oficjalnym otwarciu.